# Раковиця (струмок)
Раковиця (пол. Rakowica) — струмок в Україні у Тернопільському районі Тернопільської області. Правий доплив річки Нараївки (басейн Дністра).

## Опис
Довжина струмка приблизно 2,46 км, найкоротша відстань між витоком і гирлом — 2,37  км, коефіцієнт звивистості річки — 1,04 . Формується декількома струмками та загатами.

## Розташування
Бере початок на північно-східній стороні від села Дуляби у листяному лісі. Тече переважно на північний схід через село Нараїв і впадає у річку Нараївку, ліву притоку річки Гнилої Липи.

## Цікаві факти
- На лівому березі струмка пролягає автошлях Т 2007[2] (автомобільний шлях територіального значення в Тернопільській та Львівській областях. Проходить територією Бережанського району через села Нараїв, Шайбівка; Перемишлянського району — села Болотня, Іванівка (колишній Янчин) та з'єднується з автомобільною дорогою Т 1417 у селі Брюховичі.).